# Filmfehler
Ein Filmfehler ist ein kleines Detail, das ungewollt in einen Film geraten ist und – sofern es bemerkt wird – irritierend, störend oder belustigend wirkt.

## Arten von Filmfehlern mit Beispielen
Typische Filmfehler sind Anschluss- bzw. Kontinuitätsfehler, Anachronismen oder technische Fehler. Mit heutigen Mitteln lassen sich solche Fehler in der Regel relativ einfach digital retuschieren.
Um Filmfehler im eigentlichen Sinne handelt es sich nicht, wenn solche Details absichtlich in die Handlung eingebaut wurden, um bestimmte Effekte zu erzielen, oder wenn sie aus dramaturgischen Gründen erforderlich sind. Gelegentlich ist hier die Abgrenzung schwierig, vor allem, wenn die Beteiligten über die Frage „Absicht oder nicht“ aus unterschiedlichen Gründen unwahre Angaben machen. Als typisches Beispiel sei der Film Fight Club genannt: In dem Film verursacht Tyler als Fahrer absichtlich einen Autounfall, steigt aber auf der Beifahrerseite aus dem Wrack. Der Erzähler, der vor dem Unfall auf dem Beifahrersitz gesessen hat, wird durch die Fahrertür aus dem Auto gezogen. Ein derartiger Widerspruch stellt einen klassischen Anschlussfehler dar; in diesem Fall ist er jedoch in dem Kontext zu sehen, dass – wie sich im Film später herausstellt – Tyler und der Erzähler derselbe Mensch sind, welcher eine fiktionalisierte dissoziative Identitätsstörung hat. So betrachtet erscheint der absichtliche Einsatz eines Anschlussfehlers als Stilmittel plausibel.
Inzwischen gibt es Fangemeinden, die bei einem Filmbesuch bewusst nach echten oder vermeintlichen Filmfehlern Ausschau halten. Die Internet Movie Database listet zu jedem Film alle gemeldeten Filmfehler auf. Inzwischen werden bekannte Fehler häufig vor der DVD-Verwertung digital korrigiert.ref?

### Anschlussfehler
Anschlussfehler sind die häufigsten Filmfehler. Sie entstehen dadurch, dass Szenen nicht an einem Stück aufgenommen werden, sondern einzelne Einstellungen oft mit großem zeitlichem Abstand gefilmt werden und die Reihenfolge verschiedener Versionen im Schnitt nachträglich noch verändert wird. Eine korrekte Einhaltung aller Details ist fast unmöglich. Dies reicht von veränderten Körperhaltungen, Kostümen oder Frisuren der Schauspieler bis hin zum Verschwinden ganzer Personen oder Gegenstände. Einige Beispiele:
- Wunden von Protagonisten – oft im Gesicht – verändern sich oder verschwinden ganz in viel zu kurzer Zeit.
- Brennt in der Szene eine echte Kerze, Zigarette oder dergleichen, so ändert sich ihre Größe zwischen den Schnitten mehrfach.
- Kostüme, die gerade noch nass oder zerknautscht waren, erscheinen wie frisch gebügelt (z. B. der Mantel von Michael Douglas gegen Ende des Films Wall Street).
- In dem Film Casablanca verschwinden die Schulterstücke von Major Strasser und tauchen wieder auf.
- Im Film Pretty Woman trägt  Vivian Ward die Handtasche erst unter dem linken, ein paar Sekunden später unter dem rechten Arm. In einer anderen Szene öffnet sie Edward Lewis die Krawatte, im nächsten Augenblick ist die Krawatte plötzlich wieder akkurat gebunden. In der Szene unter dem Baum trägt Lewis keine Schuhe und dann plötzlich wieder welche.
- Im Film Critters – Sie sind da! geht die Farmerstochter April mit ihrem Freund in die Scheune. Dabei ist sie barfuß. Als sie dann aber wenig später vor den Critters flieht, trägt sie plötzlich Schuhe und Strümpfe.
- In Harry Potter und der Stein der Weisen setzt sich Harry deutlich erkennbar nach der Auswahl rechtsseitig an den Haustisch, somit neben Ron und gegenüber dessen Bruder Percy. Nach einer kleinen Einstellung, in der erkennbar ist, welche Speisen aufgetischt sind, ist Harry bei gleicher Kameraeinstellung nun linksseitig des Tisches zu sehen, gegenüber von Ron und neben Percy.

### Filmtechnische Fehler
Filmtechnische Fehler lassen die Illusion, die der Film erzeugen soll, durchschauen.
- Der Ton wird oft mittels einer Tonangel aufgenommen. Hin und wieder taucht deshalb ein Teil des Mikrofons am oberen Bildrand auf. In dem Film Der Spion, der aus der Kälte kam schlägt das Mikrofon dem Hauptdarsteller Richard Burton sogar auf den Kopf. Parodiert wird dieses Phänomen in Kentucky Fried Movie.
- Kabel oder Scheinwerfer sind im Bild, wie beispielsweise in Der zerrissene Vorhang von Alfred Hitchcock, in dem bei einer Kameraeinstellung von unten, zu einem Hügel hinauf, die Studiodecke mit den Scheinwerfern zu sehen ist.
- Kabelträger oder andere Arbeiter am Set sind zu sehen. So wie bei Tod auf dem Nil, als ein Kabelträger im Spiegel zu sehen ist.
- Oftmals sieht man Elemente, welche nicht in den Film gehören, in spiegelnden Requisiten (z. B. in glänzenden Autos, in Glasscheiben oder in Sonnenbrillen).
- Entfernter können bei einer gegenüberstehenden Einstellung von Kamera und Kameramann diese erkannt werden. Um Kosten zu sparen, da die Szenen so nicht mehrmals erfolgreich gedreht werden müssen, werden dann die entsprechenden Kameras samt Bediener so gut wie möglich versteckt. Diese Art von Fehler kommt aufgrund des seltenen Einsatzes jedoch fast nie vor.

### Inhaltliche Fehler
Bei inhaltlichen Fehlern geht es um Details, die dem situativen Kontext des Films, insbesondere dem Ort und der Zeit der Handlung, widersprechen. Beispielsweise könnte es sein, dass in einem Film, der im Mittelalter spielt, die Temperaturskala von Celsius benutzt wird, obwohl diese erst seit 1742 gebräuchlich wurde.
Ein inhaltlicher Fehler liegt auch dann vor, wenn Filme, die auf realen Ereignissen basieren, sich von der Realität unterscheiden. Exemplarisch hierfür ist der Einsatz von Löwen mit Mähnen im Film Der Geist und die Dunkelheit, weil die realen „Menschenfresser von Tsavo“ Tsavo-Löwen waren, deren Männchen keine Mähnen hatten.
Unter diese Art von Fehler fallen hingegen sehr fiktive Stoffe nicht oder nur eingeschränkt.
- In Love Vegas knackt Jack den Jackpot eines Spielautomaten mit einer Vierteldollar-Münze. Laut Automatenaufschrift sind jedoch zwei Geldstücke zum Spielen nötig.[1]
- In  der Verfilmung der Schachnovelle von 2021 läuft die Uhr auf einem Schiff bei Überfahrt über den Atlantik von Europa nach Amerika rückwärts. Der Barkeeper des Schiffs erklärt dies damit, jeder Breitengrad habe seine eigene Zeit. Es muss aber Längengrad heißen (abgesehen davon, dass nicht jeder einzelne Längengrad seine eigene Zeit hat, sondern jeweils ca. 15 Längengrade eine Zeitzone mit einheitlicher Zeit bilden).

### Logikfehler
Dies ist eine bei Fans als besonders gravierend bemängelte Art von Fehlern, weil sie nicht wie filmtechnische oder Anschlussfehler nur eine Szene, sondern die Botschaft oder Glaubwürdigkeit eines ganzen Films zerstören können. Oft entstehen diese Fehler bei nicht geplanten Fortsetzungen oder Prequels. Dies kann durch Wechsel eines Autorenteams geschehen oder einfach durch Unachtsamkeit des Filmstabs. Ein Beispiel: Terminator 2 – Tag der Abrechnung.

### Anachronismen
Dieser Filmfehler umfasst Fehler im Bezug auf das Erscheinungsjahr oder Epoche bestimmter – meist technischer – Details. Diese können von offensichtlich bis teilweise derart fein sein, dass nur Experten und Kenner sie erkennen können. So wäre das Erscheinen von Panzerkampfwagen VI Tiger in einer Geschichte um 1888 von jedem Zuschauer als Fehler zu erkennen, während bei einer Geschichte, die um 1940 angesiedelt ist – also gut zwei Jahre vor der Fertigung – wohl nur Kenner dieses als Fehler bewusst sehen.
- In Der Rote Korsar mit Burt Lancaster ist bei der Piratenattacke im Hintergrund ein Ozeandampfer zu sehen.
- Protagonisten bewegen sich durch Maisfelder, obwohl es am betreffenden Ort zu der Zeit keinen Maisanbau gab.
- In Fluch der Karibik – Am Ende der Welt trägt ein Kind, das erhängt wird, eine Zahnspange, die es zu der Zeit noch gar nicht gab.
- In Blanche raucht der Burgherr Pfeife, obwohl der Film im Mittelalter spielt, also vor der Entdeckung Amerikas und damit auch vor Bekanntwerden des Tabaks.
- In Gladiator werden zur Veranstaltungsankündigung Flugblätter in großer Zahl verteilt, obwohl es damals weder Papier noch Druckerpresse gab und Papyrus viel zu wertvoll war, um es gratis zu verteilen.
- In Airplane! (deutscher Titel: Die unglaubliche Reise in einem verrückten Flugzeug) ist in einem Flashback aus dem Jahre 1973/74 eine Visa-Kreditkarte zu sehen. Diese hieß vor 1976 BankAmericard.[2]
- In The Big Lebowski, der zur Zeit des Golfkriegs 1991 spielt, gibt es mehrere Szenen, in denen die Akteure ein BMW 3er Cabriolet der Baureihe E36 fahren, welches erst 1993 auf den Markt kam.

### Weitere Beispiele
- Im Film James Bond 007 – Diamantenfieber mit Sean Connery fährt das Auto bei einer Verfolgungsjagd auf den beiden rechten Rädern in eine Gasse hinein, in der nächsten Einstellung plötzlich aber auf den linken Rädern heraus.
- In Paper Moon wird das Radio einmal mit einer Knopfdrehung nach links, dann mit einem Dreh nach rechts von Tatum O’Neal ausgeschaltet.
- In Der unsichtbare Dritte schießt Eve Kendall in der Cafeteria am Mount Rushmore auf die Hauptfigur Roger Thornhill. Ein kleiner Junge im Hintergrund hält sich jedoch schon vor dem Schuss die Ohren zu (weil er den lauten Knall bereits erwartet).
- In Spiel mir das Lied vom Tod hat die Hauptfigur Mundharmonika (Charles Bronson) leuchtend blaue Augen; in der wichtigen Rückblende, die ihn als halbwüchsigen Jungen (Dino Mele) zeigen soll, hat er jedoch tiefbraune Augen. Da beide Darsteller oft und lang in Großaufnahme gezeigt werden, muss dieser „Farbwechsel“ für aufmerksame Zuschauer sehr verwirrend wirken. Außerdem wird die Mundharmonika dreimal gedreht. Einmal hat diese keine Delle, nach einem Schnitt ist die Delle unten rechts und später beim nächsten Schnitt oben links.
- In Wanted driftet Angelina Jolie mit ihrem roten Sportwagen nach rechts und in der nächsten Kameraeinstellung nach links.
- Eine Fundgrube für Filmfehlersucher sind auch die drei Sissi-Filme aus der Mitte der 1950er Jahre. Dort sind beispielsweise im ersten Teil – er spielt im Jahr 1853 – Autos zu sehen (als Sissi aus dem Fenster steigt und dabei von Oberst Böckl observiert wird). An anderer Stelle fallen Kegel („Alle Neune!“), während die Kugel noch weit von ihnen entfernt ist; oder ein Brief, der in einer Einstellung ein Siegel trägt, hat plötzlich derer zwei. Auch sieht man an einer Stelle eine elektrische Zuleitung zu einer Laterne. Im zweiten Teil liegt vor dem Zigarre rauchenden Herzog Max eine moderne Streichholzschachtel auf dem Tisch (Szene mit Magda Schneider im Garten des Schlosses Possenhofen). Und wiederholt ist in der Filmreihe vom „Starnberger See“ die Rede, obwohl dieser zu Sissis Zeiten noch „Würmsee“ hieß.
- Plan 9 aus dem Weltall von Edward D. Wood wurde gerade wegen seiner unzähligen Filmfehler zum Kultfilm.[3]